# 김호승
김호승(한국 한자: 金虎昇, 1998년 6월 15일 ~ )은 대한민국의 축구 선수이며, 포지션은 수비수이다.